# Леоціоміцети
Леоціоміцети (Leotiomycetes) — клас аскомікотових грибів. Багато з них викликають серйозні захворювання у рослин.

## Систематика
Клас леоціоміцетів включає численні види з анаморфою у недосконалих грибів, які лише нещодавно знайшли своє місце у філогенетичній системі. Спочатку леоціоміцетів відносили до групи Discomycetes. Нещодавні молекулярні дослідження дозволили уточнити незрозумілу систематику класу. Більшість вчених вважають леоціоміцетів сестринським таксоном сордаріоміцетів у філогенетичному дереві Pezizomycotina. Його поділ на підкласи був підкріплений молекулярними даними, але загальна монофілія леоціоміцетів сумнівна.

## Характеристика
- Більшість леоціоміцетів утворюють аски в апотезії (рідко клейстотеції). Аски циліндричні, без оперкулума[en].
- Спори гіаліну[en] різної форми і виділяються через кругові верхівкові пори[en].